# هماق مرقوش
الهَمَّاق المرقوش هو نوع من الطيور من فصيلة الهماقيات. وهو متوطن في أستراليا.
موطنها الطبيعي هو الغابات الجافة شبه الاستوائية والاستوائية والمعتدلة.
وهي بشكل عام متخفية أرضية.